# Lichtenfels-Klasse
Die als Lichtenfels-Klasse, Picasso-Schiffe oder als Typ L bezeichnete Schiffsklasse ist eine Baureihe von acht Frachtschiffen der Bremer Reederei DDG „Hansa“. Die neuen Schwergutschiffe waren weltweit die ersten ihrer Art mit Stülcken-Schwergutbaum.

## Geschichte
Die damals völlig neuartigen Schiffe des Typs L, die die Bremer Reederei bei der Hamburger Stülckenwerft und der AG Weser in Bremen und Bremerhaven bauen ließ, fielen trotz ihres 140-Tonnen-Schwergutgeschirrs seinerzeit weniger durch ihre Grunddaten (knapp 7000 BRT, 9000 Ladetonnen) auf, als durch ihre Form und Silhouette. Das neukonzipierte Stülckengeschirr mit seinen V-förmigen Ladepfosten fiel dabei ebenso aus dem Rahmen, wie der stromlinienförmige Brückenaufbau, der, wie auf amerikanischen Große-Seen-Schiffen, direkt hinter der Back angeordnet war. Wie sehr das Erscheinungsbild seinerzeit von dem eines herkömmlichen Frachtschiffes abwich, lässt sich am Spitznamen Picasso-Schiffe ablesen. Im vorderen Aufbau befanden sich die Wohnräumen der Offiziere, im achteren Aufbau die Maschine samt Einrichtungen für die Ingenieure, das Küchenpersonal und die zwölf Passagiere.
Der mittlere extrem lange durchgehende Decksraum mit den zwei Ladepfostenpaaren und drei langen Luken bewährte sich und setzte den Maßstab für eine ganze Reihe von späteren Schwergut-Bauserien der Reederei.

### Bau

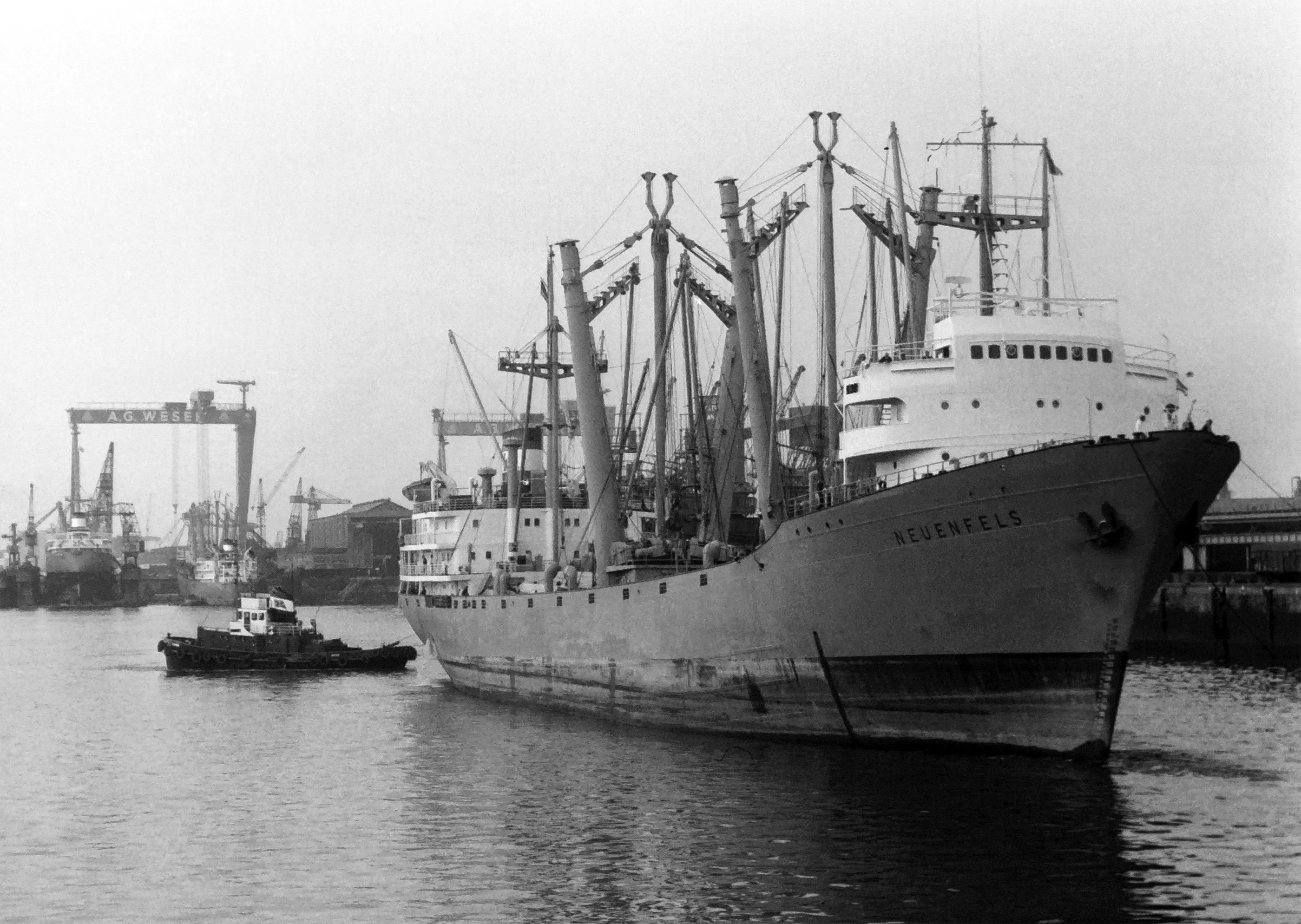
Die von Stülcken gebaute Neuenfels 1968 in Bremen

Nach der weitgehenden Lockerung der Schiffbaubeschränkungen des Potsdamer Abkommens baute die DDG „Hansa“ ab 1950 seine Frachtschiffsflotte erneut auf. Angefangen mit Baureihen wie der Bärenfels-Klasse und Zukäufen wuchs die DDG-Flotte wieder kontinuierlich. Am 19. August 1953 bestellte die „Hansa“ bei der Hamburger Werft H.C. Stülcken das erste Schiff einer neuentwickelten Baureihe für ihren 14-täglichen Schwergutdienst zur Westküste des indischen Subkontinents. Am 2. September 1954 konnte die Reederei die Lichtenfels, das Typschiff von der Werft übernehmen. Stülcken baute insgesamt vier Frachter dieses Schiffstyps, weitere vier erstellte die AG Weser. Von den bei der AG Weser gebauten Schiffe kamen wiederum drei von der Bremer Hauptwerft, eines entstand beim Bremerhavener Werk Seebeck der AG Weser. Am 8. September 1956 konnte das letzte Schiff des Oktetts, die Rabenfels übernommen werden.

### Einsatzzeit

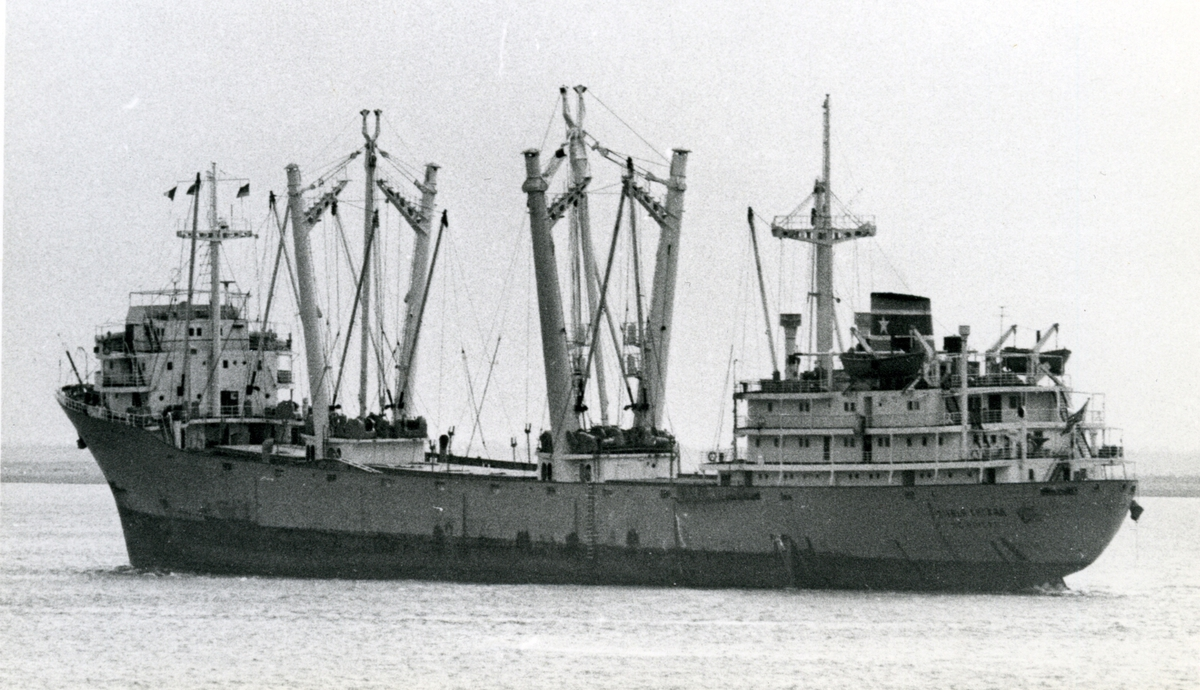
Die Silver Seagull, ehemals Lindenfels

Die DDG „Hansa“ beschäftigte die Bauserie rund zwanzig Jahre im angestammten Fahrtgebiet. Die Liebenfels und die drei letztgebauten Schiffe Neuenfels, Ockenfels und Rabenfels wurden 1967 bei den Emder Rheinstahl-Nordseewerken mit einer neuen Antriebsanlage, bestehend aus einem einzelnen Sechszylinder-Zweitakt-Dieselmotor vom Typ MAN K6Z 70/120 D ausgerüstet, der bei 135 Umdrehungen in der Minute 7200 PS leistete und dem Schiff zu einer Geschwindigkeit von 16,7 Knoten verhalf. Bei diesem Umbau wurden die Unterkünfte für den Betrieb mit pakistanischer Besatzung entsprechend umgerüstet und die Passagiereinrichtungen auf sechs Plätze verringert. Die Vermessung änderte sich hierbei auf 6642 BRT und 4327 NRT, bei 8610 tdw. Die Lichtenfels, Lindenfels und Marienfels wurden von Ende 1971 bis 1972 an die griechische Reederei Stavros Daifas Marine Enterprises veräußert, die sie als Silver Dawn, Silver Seagull und Silver Ocean weiterbetrieb. Die Neidenfels erlitt bei der Ankunft in Majunga/Madagaskar am 1. November 1971 einen Brand im Hinterschiff, bei dem drei Seeleute ums Leben kamen. Es gelang aber, das Schiff aus eigener Kraft nach Diego Suarez zu bringen, von wo es am 26. November nach Tamatave verschleppt wurde. Als wirtschaftlicher Totalverlust wurde die Neidenfels daraufhin an die griechische Reederei Astrovista verkauft. Im Sommer 1976 wurden auch die Liebenfels und Neuenfels an Stavros Daifas verkauft und für zwei Jahre zurückgechartert, nach deren Ende sie in Silver Bird und Silver Port umbenannt wurden. Im Mai 1977 folgte der Verkauf der Ockenfels, die noch bis zum März des darauffolgenden Jahres unter ihrem alten Namen weiterbetrieben und schließlich in Silver Glory umgetauft wurde. Im selben Monat übernahm die griechische Reederei auch das letztgebaute Schiff Rabenfels, das als Silver Light weiterfährt.

## Die Schiffe (Auswahl)
| Die Frachtmotorschiffe der Lichtenfels-Klasse | Die Frachtmotorschiffe der Lichtenfels-Klasse | Die Frachtmotorschiffe der Lichtenfels-Klasse | Die Frachtmotorschiffe der Lichtenfels-Klasse | Die Frachtmotorschiffe der Lichtenfels-Klasse                                                                                  |
| Bauname                                       | Bauwerft/-nummer                              | IMO-Nummer                                    | Stapellauf Ablieferung                        | Umbenennungen und Verbleib |
| --------------------------------------------- | --------------------------------------------- | --------------------------------------------- | --------------------------------------------- | --- |
| Lichtenfels                                   | H.C. Stülcken, Hamburg / 830                  | 5207794                                       | 26. Juni 1954 2. September 1954               | 1972 Silver Dawn, Abbruch ab 10. Dezember 1979 bei Lung Ching Steel Enterprise in Kaohsiung                                    |
| Liebenfels                                    | AG Weser, Werk Seebeck, Bremerhaven / 790     | 5207914                                       | 10. Mai 1955 (aufgeschwommen) 22. August 1955 | 1978 Silver Bird, 1981 Dionysis V, 1984 Gritin, 1987 Gritin II, Abbruch ab 14. Mai 1987 bei Ming Hsieh Steel Mill in Kaohsiung |
| Lindenfels                                    | H.C. Stülcken, Hamburg / 844                  | 5208877                                       | 8. Juni 1955 10. Oktober 1955                 | 1972 Silver Seagull, Abbruch ab 20. August 1979 bei Keun Hwa Iron Steel Works & Enterprise in Kaohsiung                        |
| Marienfels                                    | AG Weser, Bremen / 1291                       | 5224314                                       | 30. Juli 1955 25. Oktober 1955                | 1972 Silver Ocean, Abbruch ab 28. März 1980 bei Lung Ching Steel Enterprise in Kaohsiung                                       |
| Neidenfels                                    | AG Weser, Bremen / 1292                       | 5248683                                       | 4. Oktober 1955 3. Dezember 1955              | 1972 Joanna, Abbruch ab 19. Februar 1978 bei Zulfiqar Metals in Gadani                                                         |
| Neuenfels                                     | H. C.Stülcken, Hamburg / 845                  | 5249792                                       | 10. Dezember 1955 19. März 1956               | 1978 Silver Port, Abbruch ab 2. März 1982 bei Janapal Enterprise in Chittagong                                                 |
| Ockenfels                                     | AG Weser, Bremen / 1295                       | 5260801                                       | 10. Januar 1956 27. März 1956                 | 1977 Silver Glory, 1984 Ionian Sailor, Abbruch ab 3. April 1985 bei Paramolunt Steel Industries in Gadani                      |
| Rabenfels                                     | H.C. Stülcken, Hamburg / 847                  | 5288712                                       | 30. Juni 1956 4. September 1956               | 1977 Silver Light, 1980 Penelope V, Abbruch ab 15. Mai 1984 bei Desguaces Vige in San Esteban de Pravia                        |